# Kostas Sloukas
Konstantinos „Kostas“ Sloukas (griechisch Κωνσταντίνος «Κώστας» Σλούκας; * 15. Januar 1990 in Thermi) ist ein griechischer Basketballspieler, der bei einer Körpergröße von 1,90 m auf den Positionen des Point Guards bzw. des Shooting Guards eingesetzt werden kann.

## Karriere
Seine professionelle Karriere begann Sloukas 2008 bei Olympiakos Piräus. Um mehr Spielerfahrung zu sammeln wurde er für die Saison 2010/11 an den Aris Saloniki ausgeliehen. In Thessaloniki wusste der junge Guard zu überzeugen und entwickelte sich nach seiner Rückkehr, zu einem der Führungsspieler bei den „Rotweißen“. Zusammen mit seinen Nationalmannschaftskollegen Vangelis Mantzaris, Kostas Papanikolaou und anderen, gewann er 2011/12 seine erste nationale Meisterschaft und im selben Jahr auch die Euroleague, den höchstdotierten Wettbewerb für Vereinsmannschaften im europäischen Basketball. Diesen Titel verteidigte das Team aus Piräus auch im Folgejahr. Im Finale in London bezwang der Titelverteidiger aus Griechenland, den spanischen Rekordmeister Real Madrid mit 100:88 Punkten.
Zur Saison 2014/15 erspielte sich Sloukas mit Piräus seinen zweiten nationalen Meistertitel und auch im Finale der Euroleague kam es zur erneuten Auflage des Finales von 2013 zwischen Real Madrid und Olympiakos Piräus. Das in Madrid ausgetragene Finale gewannen die Spanier vor heimischen Publikum mit 78:59 Punkten. Nach Ablauf der Saison vermeldete der Guard seinen Wechsel zu Fenerbahçe Istanbul.
Verletzungsbedingt pausierte Sloukas in der Saison 2015/16 mehrere Spiele für Fenerbahçe. So bestritt er in der Euroleague alle Spiele der Vorrunde, kam aber in der Zwischenrunde in nur acht von möglichen vierzehn Spielen zum Einsatz. Mit 17 Punkten sorgte der Guard zusammen mit Bogdan Bogdanović, der ebenfalls 17 Punkte zählte, für den ersten Sieg in der Viertelfinalserie gegen Real Madrid, die man am 12. April 2016 mit 75:69 Punkten bezwungen hatte. Nach weiteren zwei Siegen erreichte die Mannschaft das abschließende Final Four Turnier in Berlin. Damit nahm Sloukas in den letzten fünf Jahren, vier Mal an der Endrunde der Euroleague teil. In Berlin traf der Verein dann im zweiten Halbfinale auf Laboral Kutxa. Fenerbahçe dominierte die Spanier zu Beginn der Partie, jedoch brachte deren Center Giannis Bourousis, Laboral zurück ins Spiel und kurz vor Ende der Partie auch in Führung. Wenige Sekunden vor Ende des Spiels war es dann Kostas Sloukas, der ein Ausscheiden seiner Mannschaft verhinderte, als er für den 72:72 Ausgleich sorgte und somit das Spiel in die Verlängerung geführt hatte, in der Fenerbahçe die Partie mit 88:77 Punkten gewonnen hatte. Sloukas kam bei diesem Spiel auf 13 Punkte und war einer von fünf Spielern auf Seite der türkischen Mannschaft, die das Spiel mit einer zweistelligen Punkteausbeute beendet hatten. Im Finale traf Fenerbahçe auf den von Dimitris Itoudis trainierten ZSKA Moskau. Zwar brachte Sloukas seine Mannschaft kurz vor Ende des Spiels mit zwei verwandelten Freiwürfen in Führung, doch Moskau rettete das Spiel in die Verlängerung, in der der Fenerbahçe die Partie mit 96:101 Punkten verloren hatte. Zehn Punkte hatte Sloukas zu diesem Spiel beigetragen. In der türkischen Liga sicherte sich der Guard mit Fenerbahçe das Triple bestehend aus Meisterschaft, Pokal und Präsidentencup.
In der neustrukturierend EuroLeague-Saison 2016/17 zählte Sloukas auch weiterhin zu den entscheidenden Leistungsträgern seiner Mannschaft. Im Rahmen der Gruppenphase trug er unter anderem bei den Siegen gegen die heimischen Mitligakonkurrenten Galatasaray Odeabank Istanbul, 24 Punkte, 7 Assists und gegen Anadolu Efes Istanbul, 21 Punkte und 4 Assists bei. Sein Weg führte ihn am 29. Dezember 2016 ebenfalls zurück ins Stadion des Friedens und der Freundschaft. Dieses hatte er als griechischer Meister im Sommer 2015 zu Gunsten Fenerbahçes verlassen. Zusammen mit Pero Antić wurde der Guard bei seiner sportlichen Rückkehr nach Piräus für langjährige Verdienste für seinen ehemaligen Klub durch diesen geehrt. Im folgenden Aufeinandertreffen unterlag die türkische Auswahl seinen griechischen Gastgebern mit 62:71 Punkten. Für Fenerbahçe bedeutete dies die sechste Niederlage im fünfzehnten Spiel. Damit beendete der türkische Meister seine Hinrunde auf dem sechsten Rang. Bis hierhin zählte Sloukas 11,9 Punkte und 5,1 Assists je Spiel. In der türkischen Liga zählte der Guard zu den nominierten des am 15. Januar 2017 ausgetragenen All Star Games, welches Team Asia mit 140:135 Punkten gegen Team Europe für sich entschieden hatte. Mit einem Double–Double bestehend aus 10 Punkten sowie 10 Assists leistete Sloukas seinen Beitrag zum Sieg.
Die Saison wurde mit der Verteidigung der türkischen Meisterschaft und mit dem Gewinn der Euroleague beendet. Euroleague Finale hieß es auch zur Saison 2017/18. Diesmal hatte sich Fenerbahçe allerdings Herausforderer Real Madrid mit 80:85 Punkten geschlagen zu geben. Immerhin konnte die türkische Meisterschaft mit einer 4:1 Spielserie gegen Tofaş verteidigt werden.
Zur Saison 2020/21 kehrte er zu Olympiakos Piräus zurück.
Am 8. Juli 2023 gab Panathinaikos Athen die Verpflichtung von Sloukas bekannt, sein Vertrag hat eine Dauer von drei Jahren.

## Erfolge
- Intercontinental Cup: 2013

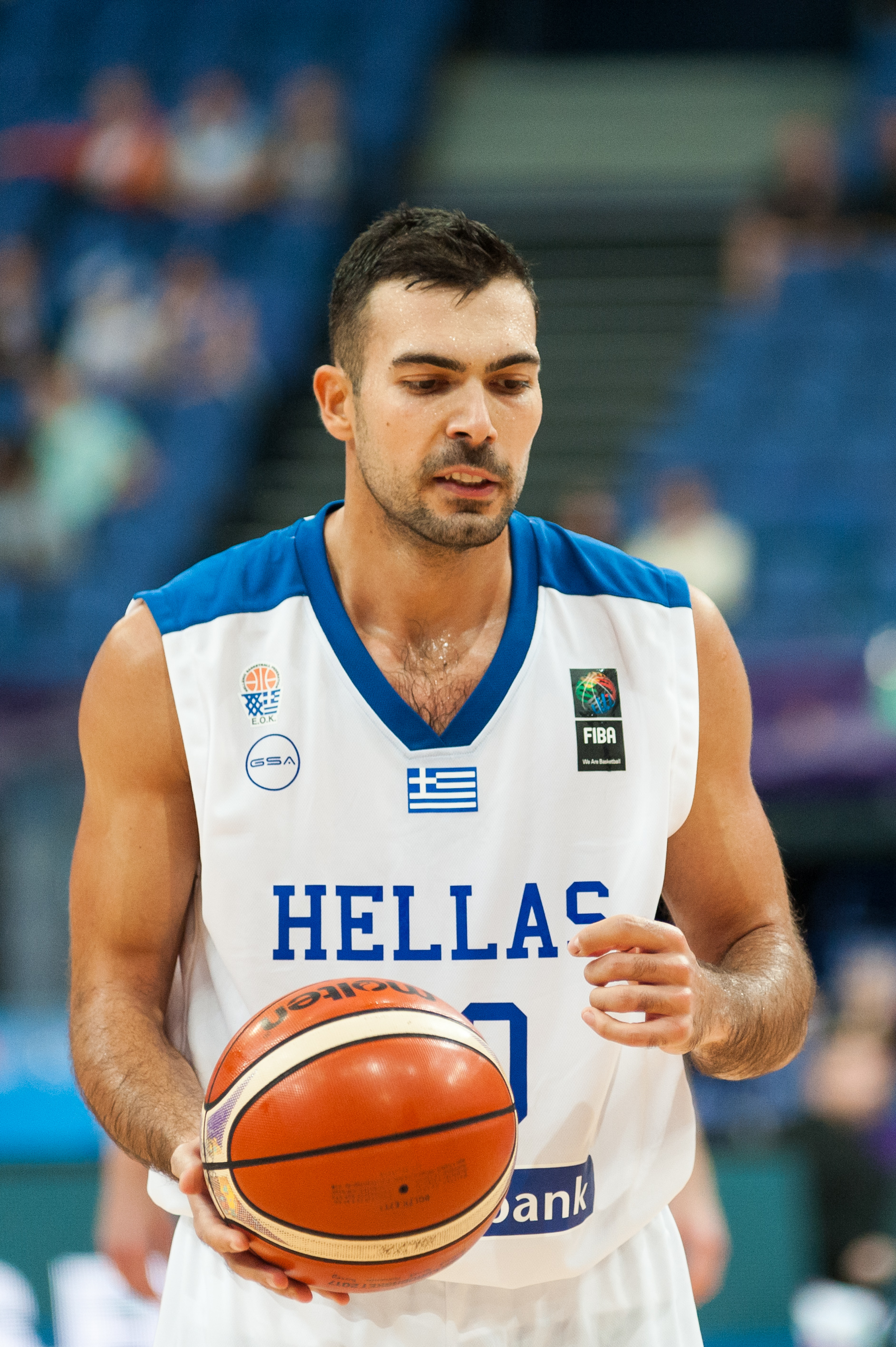
Sloukas 2017 im Trikot der Nationalmannschaft

- EuroLeague: 2012, 2013, 2017, 2024
- Griechischer Meister: 2012, 2015, 2022, 2023, 2024
- Griechischer Pokalsieger: 2010, 2022, 2023, 2025
- Griechischer Superpokal: 2022
- Türkischer Meister: 2016, 2017, 2018
- Türkischer Pokalsieger: 2016, 2019
- Türkischer Präsidentencup: 2016, 2017
- U18-Europameister: 2008
- U18-Vizeeuropameister: 2007
- U19-Vizeweltmeister: 2009
- U20-Europameister: 2009
- U20-Vizeeuropameister: 2010

## Auszeichnungen
- Turkish League All-Star: 2017
- EuroLeague Final Four MVP:  2024
- All-EuroLeague First Team: 2019
- All-EuroLeague Second Team: 2022, 2024